# Franz Jordan von Ried

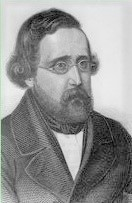
Franz Ried

Franz Jordan Ried, ab 1892 von Ried (* 11. Februar 1810 in Kempten (Allgäu); † 11. Juni 1895 in Jena) war ein deutscher Chirurg und Hochschullehrer.

## Leben
Franz Jordan besuchte das Gymnasium Fridericianum Erlangen, nachdem sein Vater, der bayerische Landgerichtsassessor Johann Martin Ried, 1825 als Landrichter nach Erlangen versetzt worden war. Nach dem Abitur 1828 studierte er an der  Friedrich-Alexander-Universität Erlangen und der Julius-Maximilians-Universität Würzburg Medizin. 1832 wurde er in Erlangen zum Dr. med. promoviert. Im selben Jahr ging er als wissenschaftlicher Assistent an die Erlanger Entbindungsanstalt, die heutige Frauenklinik. Er übernahm von Oktober desselben Jahres bis März 1833 als Vertretung die Professur für Geburtshilfe daselbst. Nach einer Studienreise, die ihn nach München führte, begann Ried am 1. August 1833 eine Assistenzstelle an der medizinischen Klinik des Universitätskrankenhauses Erlangen unter Adolph Henke, übernahm danach im August 1834 die erste Assistenzstelle an der chirurgisch-augenärztlichen Klinik in Erlangen bei Michael Jäger und legte im Herbst 1835 das medizinische Staatsexamen ab. Von Januar bis Juni 1836 war er von seiner Assistenzstelle beurlaubt, um in Berlin bei Johann Nepomuk Rust, Karl Ferdinand von Graefe, Johann Christian Jüngken und Johann Friedrich Dieffenbach zu hospitieren. Für Jäger, der an einem Lungenleiden litt, musste Ried, nachdem er nach Erlangen zurückgekehrt war, im Sommer 1837 die Klinik und im Wintersemester 1837/38 dessen Vorlesungen übernehmen. Nach dem Tod von Jäger am 3. Februar 1838 wurde Ried die Leitung der Klinik und die Vorlesungen über Chirurgie provisorisch übertragen. Trotz einstimmigen Vorschlags der medizinischen Fakultät und des Senats erhielt Ried die Professur nicht, stattdessen wurde sie Louis Stromeyer von der Regierung übertragen. Ried ließ sich darauf im Herbst 1838 als praktischer Arzt in Erlangen nieder und habilitierte sich 1839 als Privatdozent für Chirurgie. Mit einem Regierungsstipendium unternahm er 1840 eine Studienreise nach Straßburg und Paris und wirkte danach weitere fünf Jahre als Assistent bei Stromeyer und ab 1841 bei dessen Nachfolger Johann Ferdinand Heyfelder an der chirurgisch-augenärztlichen Klinik.
Im März 1846 wurde Ried als ordentlicher Professor für Chirurgie an die Universität Jena berufen. Zugleich erhielt er das Direktorat der chirurgischen Abteilung des Landeskrankenhauses Jena. Die Berufungen an die Königliche Universität zu Greifswald 1849, an die Universität Marburg 1850, an die Universität Würzburg 1853 und an die Universität Kiel 1854 lehnte er alle ab. 1853 war er Mitbegründer der medizinisch-naturwissenschaftlichen Gesellschaft zu Jena. Nach seiner Emeritierung im Oktober 1884 las er noch Vorlesungen über die Geschichte der Chirurgie und war weiterhin bis 1892 Vorsitzender der Prüfungskommission für das medizinische Staatsexamen. Ein im Jahr 1893 erlittener Schlaganfall lähmte ihm die rechte Seite und machte ihm jede weitere Arbeit unmöglich.
Er heiratete 1846 Katharina Stotz (1817–1872), mit der er drei Söhne und drei Töchter hatte. Hermann Eichhorst war ein Schwiegersohn.

## Leistungen
Rieds literarische Arbeiten treten hinter seine Leistungen als Operateur und Lehrer. Neben seinem Hauptwerk Die Resectionen der Knochen veröffentlichte er nur kleinere Abhandlungen. Er machte sich vor allem durch seine Operationen auf dem Gebiet der konservierenden Knochenresektion, der Ausschneidung krankhafter Skelettstücke unter Erhaltung der gesunden Weichteile, verdient. Daneben erzielte er auch Erfolge in der plastischen Chirurgie, im Speziellen der Rhinoplastik, der Stomatologie und der Lippenchirurgie, sowie in der Behandlung der Phosphornekrose. Für die Jenaer Klinik war er dahingehend bedeutend, dass er die Äther- und Chloroformnarkose und die Pylorusresektion nach Jules Péan einführte.

## Ehrungen
Franz Jordan von Ried war seit 1855 Träger des Ritterkreuzes und ab 1892 des Großkreuzes des Herzoglich Sachsen-Ernestinischen Hausordens und seit 1856 des Ritterkreuzes I. Klasse des Hausorden vom Weißen Falken des Großherzogtums Sachsen-Weimar-Eisenach. Bereits seit 1853 war er sächsischer Hofrat, seit 1884 großherzoglich-sächsischer Geheimrat und ab 1890 dann großherzoglich-sächsischer wirklicher Geheimrat und Exzellenz. Zu seinem 60-jährigen Doktorjubiläum 1892 wurde er in den persönlichen Adel erhoben.
Die physikalisch-medizinischen Sozietät Erlangen, dessen Mitglied er seit 1839 war, ernannte ihn 1858 zum Ehrenmitglied. Am 22. September 1862 wurde er mit dem Beinamen Dieffenbach zum Mitglied der Deutschen Akademie der Naturforscher Leopoldina gewählt.
Am 8. September 1882 wurde ihm die Ehrenbürgerschaft der Stadt Jena zum goldenen Doktorjubiläum verliehen und in Kempten wurde eine Straße nach ihm benannt.

## Werke
- Ueber Knochentuberkeln. In: Heinrich Eichhorn (Hrsg.): Medicinisches Correspondenz-Blatt bayerischer Aerzte. 3. Jahrgang, Nr. 33, 43. Verlag von Ferdinand Enke, Erlangen 1842, S. 517–532, 677–691, urn:nbn:de:bvb:12-bsb10372245-6.
- Beitrag zur Pathologie der weiblichen Harnröhre. In: Heinrich Eichhorn (Hrsg.): Medicinisches Correspondenz-Blatt bayerischer Aerzte. 4. Jahrgang, Nr. 1. Verlag von Ferdinand Enke, Erlangen 1843, S. 1–13, urn:nbn:de:bvb:12-bsb10372246-1.
- Ein Fall von Exstirpation des Oberkiefers. In: Heinrich Eichhorn (Hrsg.): Medicinisches Correspondenz-Blatt bayerischer Aerzte. 6. Jahrgang, Nr. 10. Verlag von Ferdinand Enke, Erlangen 1845, S. 145–158, urn:nbn:de:bvb:12-bsb10372248-2.
- Die Resectionen der Knochen mit besonderer Berücksichtigung der von Dr. Michael Jäger, Professor der Chirurgie ausgeführten derartigen Operationen. Mit dem Portrait Dr. M. Jägers und 2 Kupfertafeln. Verlag von Conrad Geiger, Nürnberg 1847, urn:nbn:de:bvb:12-bsb10391855-6.
- De iridodialysi traumatica. Programma. Typis Friderici Mauke, Jenae 1847 (Latein).
- Ueber die Zerreissung und Loslösung der Iris in Folge der Einwirkung äusserer Gewalt auf das Auge. In: Jenaische Annalen für Physiologie und Medicin. Band 1. Friedrich Mauke, Jena 1850, S. 83–98 (books.google.de).
- Ueber angeborene Hirnbrüche in der Stirn- und Nasengegend. In: Gustav Rubner (Hrsg.): Illustrirte Medizinische Zeitung. Band 1, Nr. 3. Verlag von Emil Roller, München 1852, S. 133–141 (books.google.de).
- Resection des ganzen Oberkiefers. In: Jenaische Zeitschrift für Medicin und Naturwissenschaft. Band 1. Verlag von Wilhelm Engelmann, Leipzig 1864, S. 212–222 (online).
- Heilung einer grossen Luftfistel der Regio subhyoidea durch eine plastische Operation. In: Jenaische Zeitschrift für Medicin und Naturwissenschaft. Band 1. Verlag von Wilhelm Engelmann, Leipzig 1864, S. 370–380 (online).
- Ueber die Verwachsung des Gaumensegels mit der hintern Wand des Rachens. In: Jenaische Zeitschrift für Medicin und Naturwissenschaft. Band 1. Verlag von Wilhelm Engelmann, Leipzig 1864, S. 409–427 (online).